# Propedèutica
La propedèutica  (del grec πρó  (prò) , que significa 'abans' i παιδευτικóς  (paideutikós) , 'referit a l'ensenyament' (sent  paidós : 'nen')) és el conjunt de sabers i disciplines que cal conèixer per preparar l'estudi d'una matèria, ciència o disciplina. Constitueix una etapa prèvia a la metodologia (coneixement dels procediments i tècniques necessaris per investigar en una àrea científica). En la major part de les institucions educatives, els estudis de postgrau (mestratge i doctorat) inclouen un curs de propedèutica.
Involucra també als conceptes de preparació i d'inducció per poder-ne treure després una deducció, per tant la propedèutica és l'estudi bàsic o per avançat que se li dona a l'alumne per arribar a una disciplina o una professió adequada, basant-se en la preparació i la inducció.

## Propedèutica clínica
En medicina veterinària i humana, la  propedèutica  és el conjunt ordenat de mètodes i procediments dels quals es val el clínic per observar els signes. Ensenya a inspeccionar, reconèixer i classificar els signes rellevants dels irrellevants abans de formular un diagnòstic (o judici clínic).

## Nota
1. ↑  
propedèutica a Optimot
"